# Гастелло (Казахстан)
Гасте́лло (каз. Гастелло) — село у складі Жаркаїнського району Акмолинської області Казахстану. Адміністративний центр та єдиний населений пункт Гастеллівської сільської адміністрації.
Населення — 556 осіб (2021; 770 у 2009, 929 у 1999, 1384 у 1989).
Національний склад станом на 1989 рік:
- росіяни — 48 %.

У радянські часи село називалось Совхоз імені Гастелло.